# Los
För andra betydelser, se Los (olika betydelser).
Los (även stavat Loos) är en tätort i Ljusdals kommun och kyrkbyn i Los socken i Hälsingland och Gävleborgs län. Los ligger cirka 6 mil från Ljusdal och 6,3 mil från Sveg.

## Historia
Losbygden är en kuperad, sjö- och myrrik skogsbygd kring Voxnans biflöden där cirka 25 stenåldersboplatser och 25 fångstgropar är kända, men de första dokumenterade inbyggarna var finnar som bosatte sig i trakterna i slutet av 1500-talet. De livnärde sig som brukligt på jakt, fiske och svedjebruk. År 1733 fick Henrik Kalmeter tillstånd att bearbeta den kända vismutförekomsten och 1736 kom gruvbrytning och malmförädling igång på allvar.
Losgruvan har en lång historia av brytning av olika mineral, bland annat kobolt och koppar. Nickel framställdes första gången 1751 av kemisten och mineralogen Axel Fredrik Cronstedt genom reduktion med träkol av kopparnickelkalk från Los gruvor. Denne fann en metall som liknade kobolt vilken bergsrådet Georg Brandt redan 1735 betecknat som en egen metall. Henric Kalmeter hade börjat bryta kobolt och vismut, men den kobolt man fick ut gav ej ren blå färg. Cronstedt startade då en undersökning om orsaken och upptäckte då att malmen endast innehöll en liten mängd kobolt. Däremot innehöll den en större mängd av en ny metall, vilken han gav namnet nickel och som han beskrev i Rön och försök, gjorda med en malmart från Los kobolt-grufvor (Vetenskapsakademins handlingar 1751-54).
Kobolten användes för färgning av glas och ett glasbruk och blåfärgsverk anlades 1763, Sophiendal, beläget vid Loån mellan Lossjön och Tensjön, vilken åsträcka därefter fått namnet Hyttån. De första glasblåsarna anlände från Sandö glasbruk i Ångermanland. Man blåste fönsterglas och gängse bruksglas som buteljer, flaskor, burkar och bunkar. Det kanske mest kända är de bulliga Losflaskorna. Glasbruksverksamheten upphörde under första åren på 1770-talet i brist på råvaror och svåra transporter och i september 1773 lämnades konkursansökan in för hela verksamheten.
Los församling bildades 1748 som bruksförsamling utbruten ur Färila församling och var från 1820 kapellförsamling med egen första kyrka. Efterhand erhöll man en form av självstyre med egen kyrko- och fattigkassa samt bröts ut från Färila som egen församling och med ny kyrka av  trä med sakristia och torn bakom altaret som stod färdig 1851.
Under mitten av 1800-talet utvecklades Los avsevärt tack vare de betydande skogstillgångarna, som gav både arbete och pengar till invånarna. Men efter de stora skogsavverkningarna började folkmängden åter att minska från 1930-talet och framåt.

### Befolkningsutveckling
| Befolkningsutvecklingen i Los 1950–2020 | Befolkningsutvecklingen i Los 1950–2020 | Befolkningsutvecklingen i Los 1950–2020 | Befolkningsutvecklingen i Los 1950–2020 | Befolkningsutvecklingen i Los 1950–2020 |
| --------------------------------------- | --------------------------------------- | --------------------------------------- | --------------------------------------- | --------------------------------------- |
|                                         |                                         |                                         |                                         |                                         |
| År                                      |                                         |                                         | Folkmängd                               | Areal (ha)                              |
| 1950                                    | 1950                                    |                                         | 560                                     |                                         |
| 1960                                    | 1960                                    |                                         | 652                                     |                                         |
| 1965                                    | 1965                                    |                                         | 621                                     |                                         |
| 1970                                    | 1970                                    |                                         | 614                                     |                                         |
| 1975                                    | 1975                                    |                                         | 530                                     |                                         |
| 1980                                    | 1980                                    |                                         | 567                                     |                                         |
| 1990                                    | 1990                                    |                                         | 530                                     | 162                                     |
| 1995                                    | 1995                                    |                                         | 458                                     | 163                                     |
| 2000                                    | 2000                                    |                                         | 426                                     | 163                                     |
| 2005                                    | 2005                                    |                                         | 403                                     | 163                                     |
| 2010                                    | 2010                                    |                                         | 387                                     | 161                                     |
| 2015                                    | 2015                                    |                                         | 354                                     | 159                                     |
| 2020                                    | 2020                                    |                                         | 339                                     | 159                                     |
|                                         |                                         |                                         |                                         |                                         |

## Samhället
I Los finns Los kyrka och en skola med cirka 60 elever från förskoleklass till  årskurs 9. 
I Los finns en bagarbod som är öppet året runt, ett bibliotek och Tempobutik. Bland det övriga näringslivet kan företaget Lotta-Boden nämnas. Lotta-Boden tillverkar saft och marmelad och har vunnit många medaljer för sina produkter.
I trakterna finns det fiskevatten och ett rikt djurliv med bland annat björn, varg, järv och lo.

## Bilder

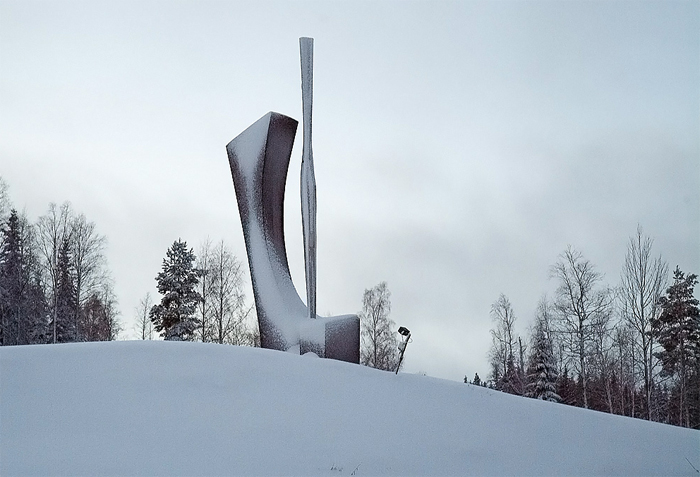
Nickelmonumentet
Silverfältet i Los landskommuns vapen (1953-1970) stod för upptäckten av nickel i Los, medan lodjuret stod för själva ortnamnet.
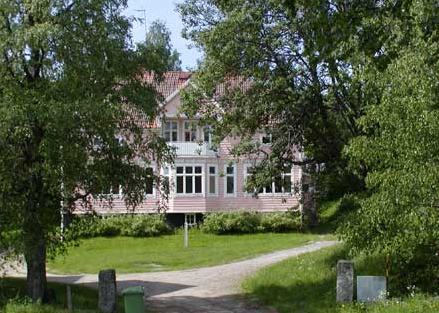
Klockargården
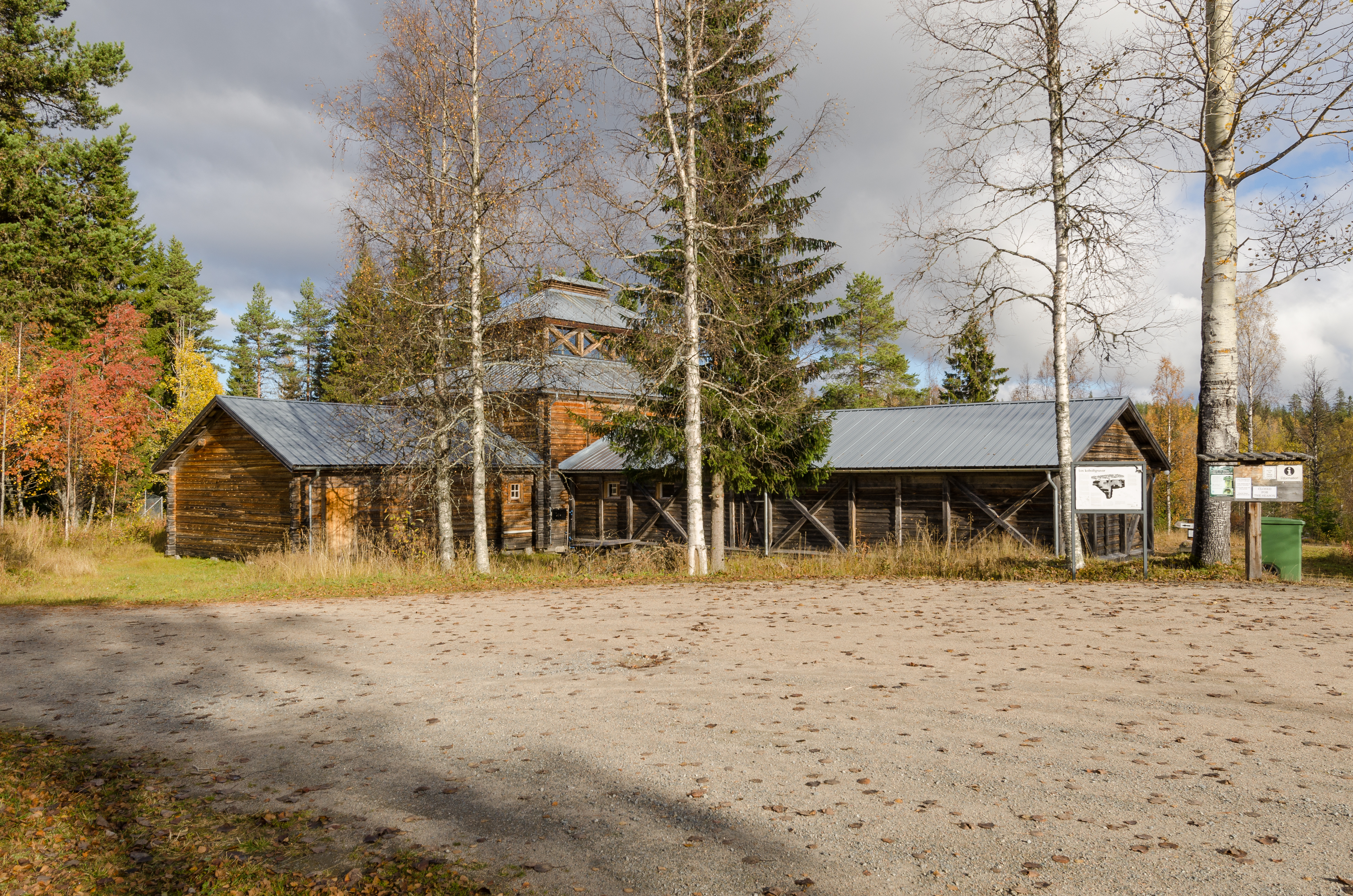
Los koboltgruva.